# Gypona subandina
Gypona subandina är en insektsart som beskrevs av Teson 1973. Gypona subandina ingår i släktet Gypona och familjen dvärgstritar. Inga underarter finns listade i Catalogue of Life.